# Monoculodes longirostris
Monoculodes longirostris är en kräftdjursart som beskrevs av Goës 1866. Monoculodes longirostris ingår i släktet Monoculodes och familjen Oedicerotidae. Inga underarter finns listade i Catalogue of Life.